# Pandemia de COVID-19 na Rússia
Foi confirmado que a pandemia de COVID-19 se espalhou para a Rússia em 31 de janeiro de 2020. As medidas de prevenção precoce incluíram o fechamento da fronteira com a China e testes extensivos. Medidas posteriores, após a infecção que se espalhou da Itália em 2 de março, incluíram o cancelamento de eventos, a proibição de entrada de estrangeiros no país, o fechamento de escolas, teatros e museus. Há ceticismo quanto à precisão dos números de infecção relatados pela Rússia.

## Histórico

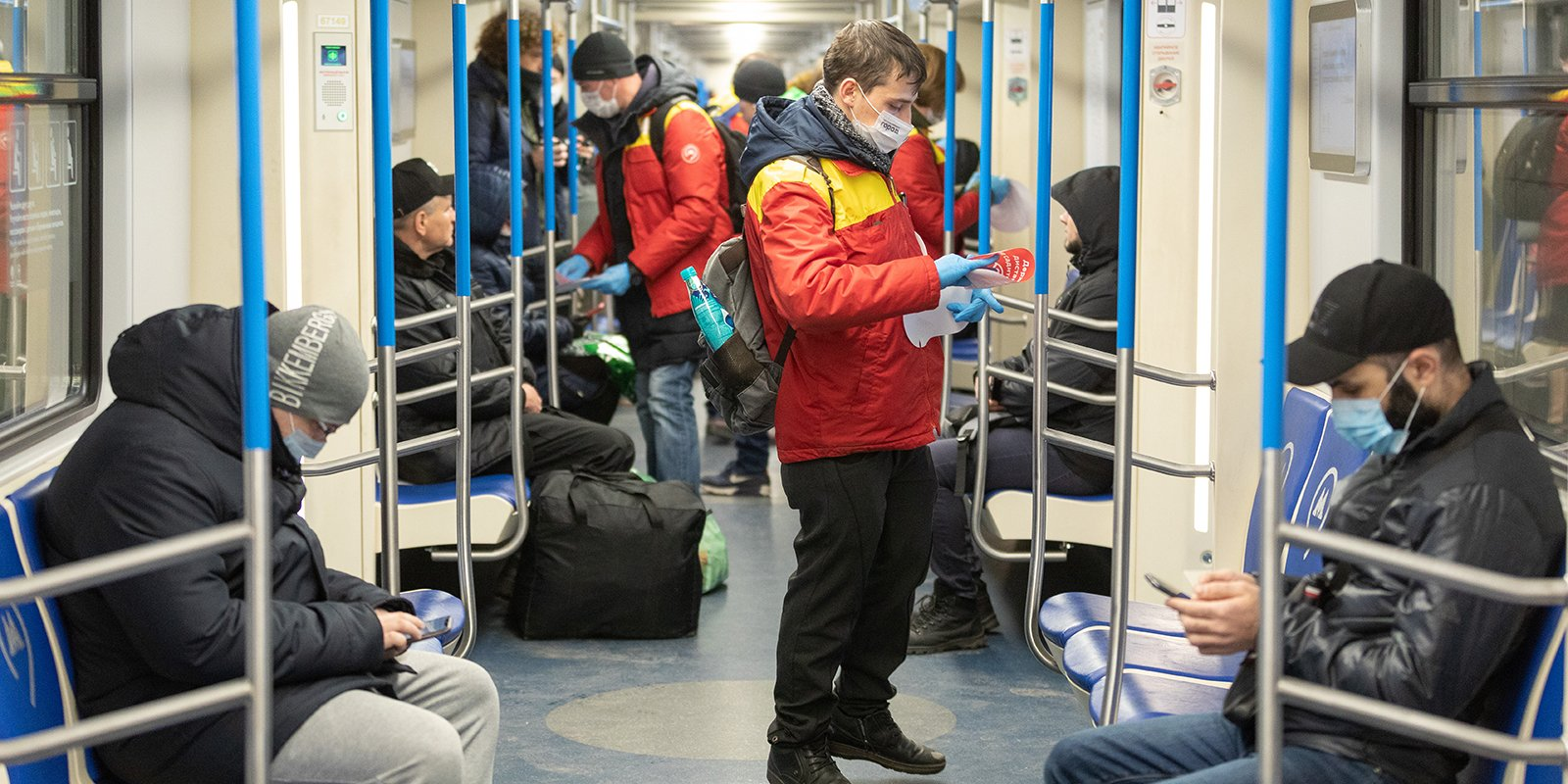
Pessoas em Moscou usando máscaras.

Em 31 de janeiro, dois casos foram confirmados, um em Tiumen e outro em Tchita, Krai da Transbaicália. Ambos eram cidadãos chineses, que se recuperaram desde então.
No dia 23 de fevereiro, oito russos do navio Diamond Princess foram evacuados para Cazã, no Tartaristão, onde foram hospitalizados, incluindo três casos confirmados. Esses casos foram listados como ocorrendo em transporte internacional e não foram incluídos nas estatísticas oficiais da Rússia por Rospotrebnadzor. Essas oito pessoas, incluindo os três pacientes que se recuperaram, receberam alta do hospital em 8 de março.
Alguns dos cidadãos russos no exterior foram confirmados como infectados, um russo testou positivo no Azerbaijão depois de visitar o Irão, foi confirmado em 28 de fevereiro. Alguns dias depois, o Ministério da Saúde dos Emirados Árabes Unidos anunciou que dois russos pegaram o vírus nos Emirados Árabes Unidos.
Em 1 de março, uma mulher havia escapado do hospital em Sebastopol antes de ser testada. Ela fugiu para Rostov do Don e está na lista de procurados. No dia seguinte, o primeiro caso de coronavírus em Moscou foi confirmado. Um jovem adoeceu em 21 de fevereiro, quando estava de férias na Itália, e retornou à Rússia em 23 de fevereiro, ficando em sua casa em Oblast de Moscou. Ele apareceu com sintomas em uma clínica em 27 de fevereiro e foi hospitalizado em Moscou. Ele teria sido recuperado em 6 de março.
Em 5 de março, o primeiro caso de coronavírus em São Petersburgo foi confirmado. Um estudante italiano voltou da Rússia para a Rússia em 29 de fevereiro, foi hospitalizado em 2 de março e se recuperou em 13 de março. No dia seguinte, foram confirmados mais seis casos, sendo cinco deles em Moscou e um em Níjni Novgorod. Todos eles estão relacionados à Itália.
No dia 7 de março, quatro casos foram confirmados, três em Lipetsk e um em São Petersburgo. Todos eles voltaram da Itália. Em 8 de março, foram confirmados três novos casos nos oblasts de Belgorod, Moscou e Kaliningrado, todos eles retornando da Itália. No dia seguinte, três casos em Moscou foram confirmados, todos vindos da Itália. No dia 11 de março, oito novos casos foram confirmados, seis em Moscou e dois no Oblast de Moscou, todos vindos da Itália. No dia seguinte, seis casos foram confirmados, incluindo quatro em Moscou, um no Oblast de Kaliningrado e o primeiro no Krai de Krasnodar. No mesmo dia, dois turistas chegaram de Moscou em 3 de março e foram diagnosticados com a doença em Israel.

## Diagnóstico de COVID-19
Diagnóstico de COVID-19 na Rússia.

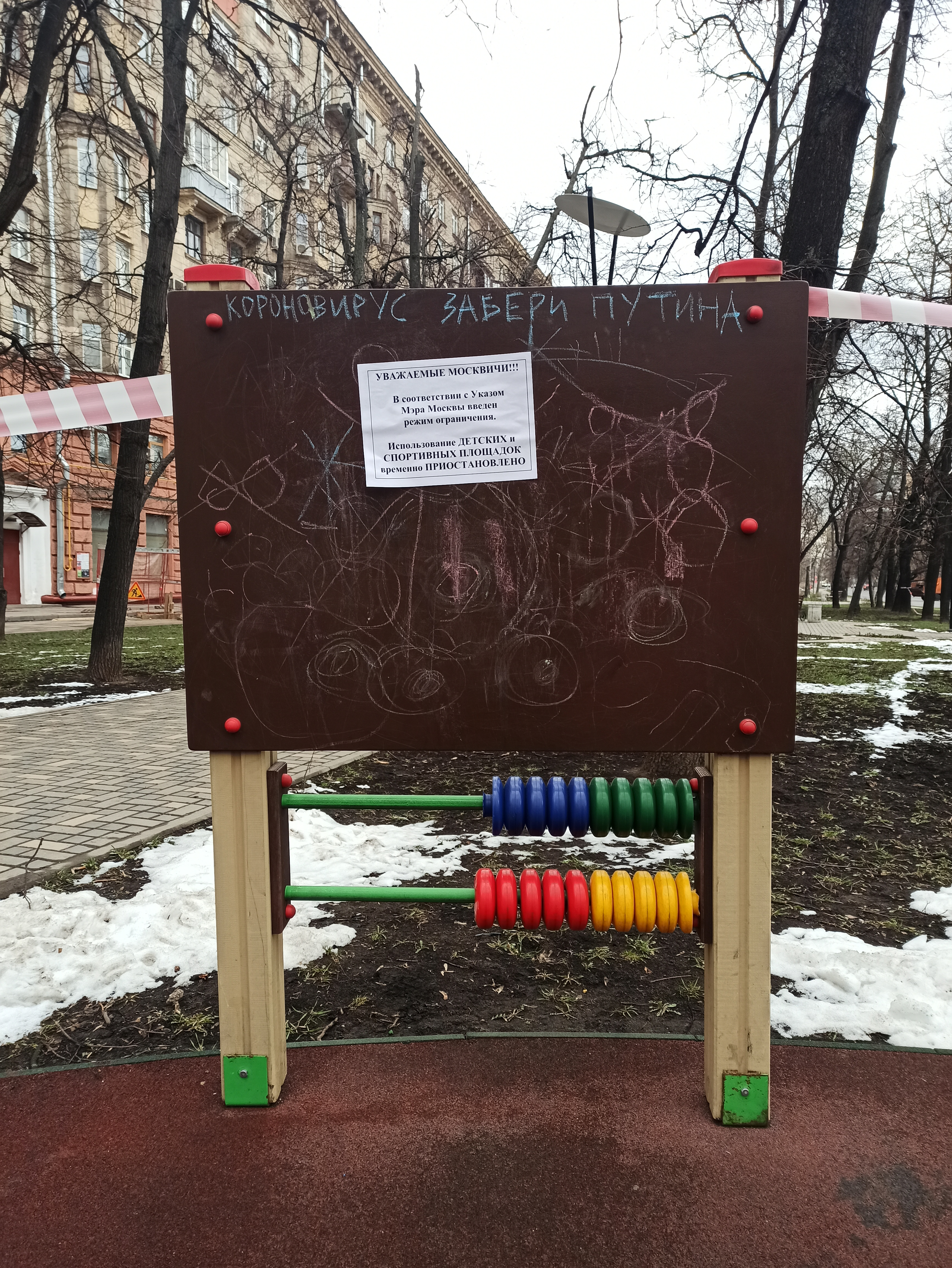
Placa para desenhar com o anúncio do fechamento do parque infantil em Moscou. 2 de abril de 2020
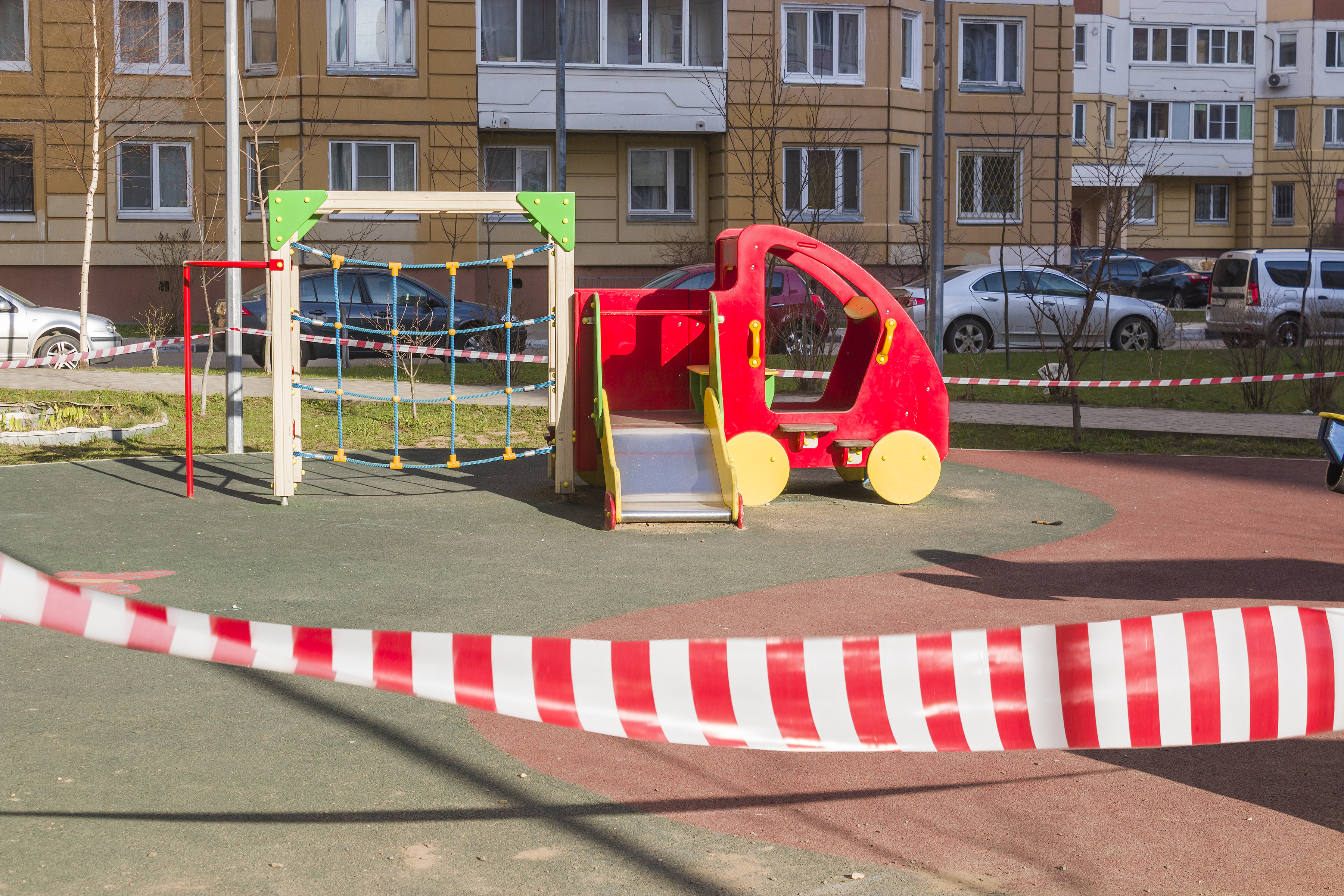
Campo de jogos fechado para quarentena, 7 de abril de 2020

## Impacto político
Em 25 de março, o referendo constitucional de 2020, originalmente previsto para 22 de abril, foi adiado pelo presidente Putin em um discurso televisionado ao país.
Em 13 de maio de 2020, os governadores de Arkhangelsk Oblast e Nenets Autonomous Okrug anunciaram seu plano de fusão após o colapso dos preços do petróleo decorrentes da pandemia. Está previsto um referendo sobre o assunto em 13 de setembro de 2020. Esta será a primeira fusão de súditos federais da Rússia desde a unificação de Oblast de Tchita e Aga Buriácia em 2008.